# Municipio de Benton (condado de McCook)
El municipio de Benton (en inglés: Benton Township) es un municipio ubicado en el condado de McCook en el estado estadounidense de Dakota del Sur. En el año 2010 tenía una población de 106 habitantes y una densidad poblacional de 1,16 personas por km².

## Geografía
El municipio de Benton se encuentra ubicado en las coordenadas 43°43′2″N 97°32′54″O / 43.71722, -97.54833. Según la Oficina del Censo de los Estados Unidos, el municipio tiene una superficie total de 91.68 km², de la cual 91,07 km² corresponden a tierra firme y (0,66 %) 0,61 km² es agua.

## Demografía
Según el censo de 2010, había 106 personas residiendo en el municipio de Benton. La densidad de población era de 1,16 hab./km². De los 106 habitantes, el municipio de Benton estaba compuesto por el 99,06 % blancos y el 0,94 % eran de una mezcla de razas. Del total de la población el 0 % eran hispanos o latinos de cualquier raza.